# Wathiéhurt
Wathiéhurt is een gehucht in de Franse gemeente Lanchères in het departement Somme. Het gehucht ligt in het noorden van de gemeente, anderhalve kilometer ten noorden van het dorpscentrum van Lanchères. Anderhalve kilometer ten westen ligt het gehucht Hurt in buurgemeente Cayeux-sur-Mer; anderhalve kilometer ten oosten ligt Sallenelle (gemeente Pendé).
Het gehucht wordt doorsneden door een kanaaltje, het Canal de Lanchères.

## Geschiedenis

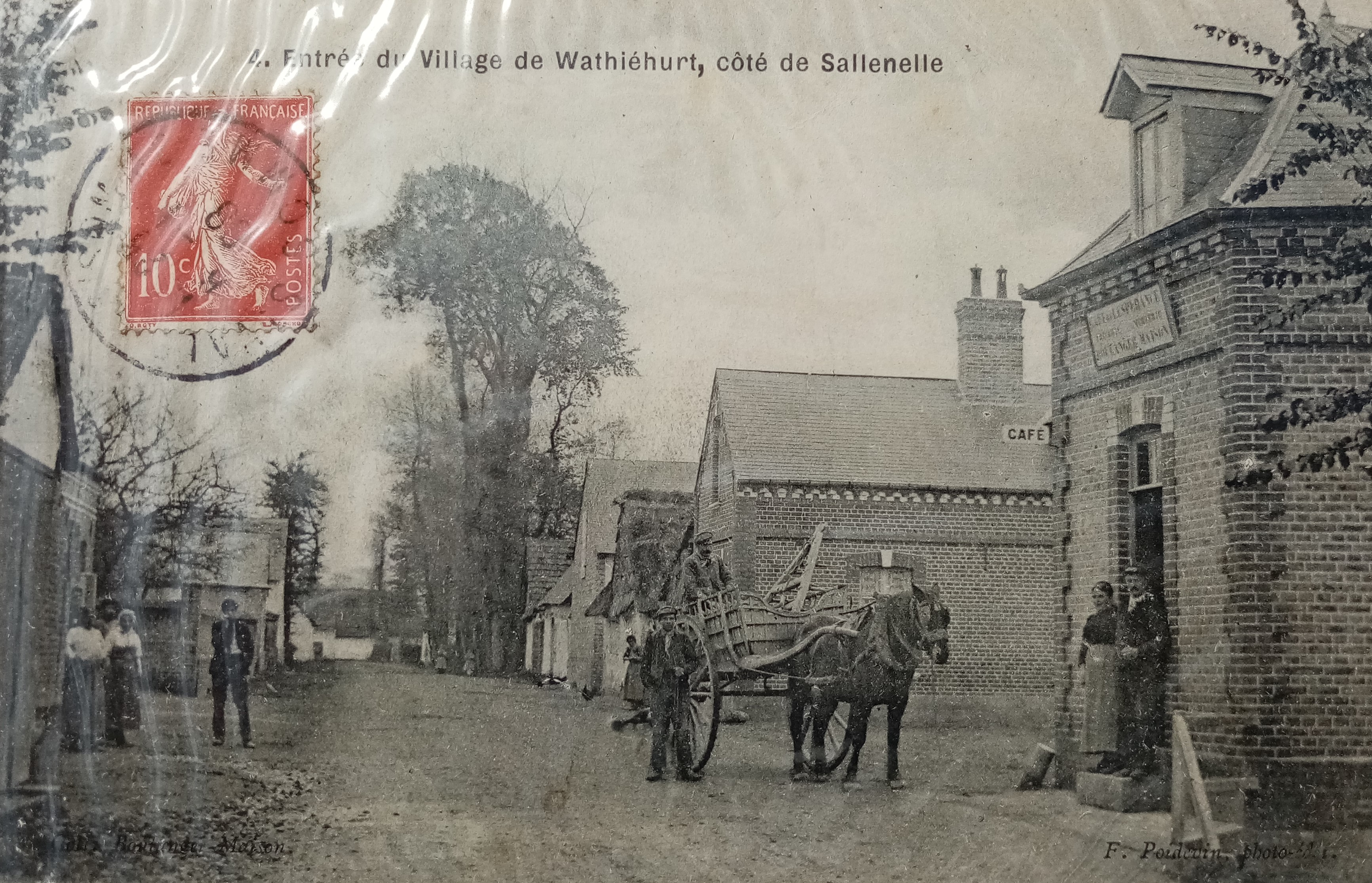
Wathiéhurt, oude postkaart

Oude vermeldingen van de plaats gaan terug tot 1284 als Vatiautem en 1513 als Wethieurt. Op de 18de-eeuwse Cassinikaart is de plaats aangeduid als Wathihurt, langs de weg tussen Cayeux en Saint-Valery-sur-Somme.
Op het eind van het ancien régime op het eind van de 18de eeuw, toen de gemeenten werden gecreëerd, werd Wathéhurt ondergebracht in de gemeente Lanchères.
Net ten westen, langs de weg naar Hurt bevond zich een tijd de halte Hurt langs de spoorlijn van de Sommebaai.
Herlicourt · Laleu · Lanchères · Poutrincourt · Wathiéhurt